# Коррея, Раймундо

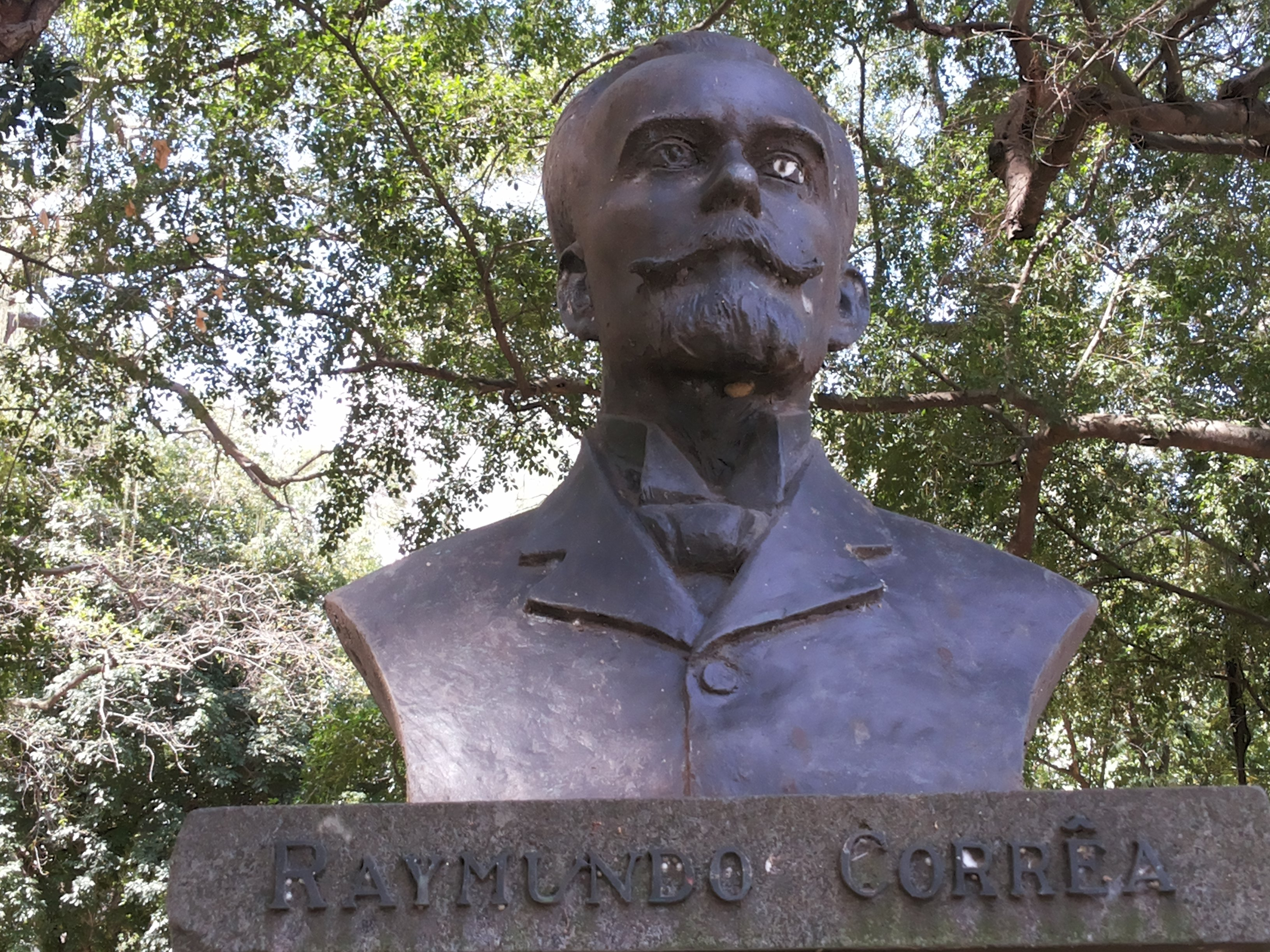
Бюст Раймундо Коррейя

Райму́ндо Корре́я, также Корре́йя (настоящие имя и фамилия — Райму́ндо да Мо́ржа де Азеве́до Корре́я) (порт. Raimundo Correia; 13 мая 1859, Сан-Луис, штат Мараньян — 13 сентября 1911, Париж) — бразильский поэт, юрист, судья.
Вместе с Олаву Билаком и Альберто де Оливейра был видным представителем Парнасской школы поэтов Бразилии.
Был одним из основателей и 5-м членом Бразильской академии литературы с 1897 года до своей смерти в 1911 году.

## Биография
Родился на борту корабля в Сан-Луисе. Обучался в Колежиу Педру II. Продолжил учёбу в 1882 году на юридическом факультете университета Сан-Паулу. Работал мировым судьёй в Рио-де-Жанейро и Минас-Жерайс.
Умер в Париже от туберкулёза.

## Творчество
Один из основателей движения символизма в бразильской литературе.
Дебютировал как поэт в 1879 году, издав сборник стихов Primeiros Sonhos.
Оказал влияние на творчество ряда бразильских поэтов (Казимиру ди Абреу, Антониу ди Кастру Алвис и др.).

## Избранная библиография
- Primeiros Sonhos (1879)
- Sinfonias (1883)
- Versos e Versões (1887)
- Aleluias (1891)
- Poesias (1898)